# Aeropuerto Jorge Enrique González Torres
Aeropuerto Jorge Enrique González Torres är en flygplats i Colombia.   Den ligger i departementet Meta, i den centrala delen av landet, 280 km sydost om huvudstaden Bogotá. Aeropuerto Jorge Enrique González Torres ligger 182 meter över havet.
Terrängen runt Aeropuerto Jorge Enrique González Torres är platt. Runt Jorge Gonzáles Torres är det mycket glesbefolkat, med 2 invånare per kvadratkilometer. Närmaste större samhälle är San José del Guaviare, 1,7 km sydväst om Aeropuerto Jorge Enrique González Torres. I omgivningarna runt Jorge Gonzáles Torres växer i huvudsak städsegrön lövskog.